# Будинок поштової станції (Ніжин)
Будинок поштової станції або Ніжинська поштова контора — комплекс будівель, пам'ятка архітектури та пам'ятка історії місцевого значення в Ніжині. Наразі тут розміщується музей «Ніжинська поштова станція».

## Історія
Рішенням виконкому Чернігівської обласної ради народних депутатів трудящих від 28.04.1987 № 551 надано статус «пам'ятник історії місцевого значення» з охоронним № 122 під назвою «Будинок Ніжинської поштової станції, де 1860 року народився видатний український художник-баталіст М. С. Самокиш і де зупинявся М. Ломоносов, Д. Фонвізін, О. Пушкін, Т. Шевченко та інші відомі особи».
Спочатку були внесені в «список пам'яток архітектури нововиявлених» три об'єкти під назвами «контора поштової станції», г"отель поштової станції", «стайні поштової станції».
Наказом Міністерства культури і туризму від 21.12.2012 № 1566 надано статус «пам'ятник архітектури місцевого значення» з охоронним № 10052-Чр під назвою «Комплекс будівель поштової станції». Комплекс включає три об'єкти: контора поштової станції — Поштова вулиця, будинок № 5, готель поштової станції та стайні поштової станції — Думська вулиця, будинок № 4.

## Опис
У 1773 році було споруджено комплекс поштової станції. Складався з двох одноповерхових кам'яних будинків (флігелів), які виходили фасадами на Поштову вулицю (будинок № 5), стайню з протилежного боку двору та великого на півтора поверху (одноповерховий на цоколі) будинку посеред двору, де жив поштмейстер, розташовувалася контора та дві кімнати для приїжджих, зал відпочинку для мандрівників. У напівпідвалі — ямщицька та кухня. У флігелях відпочивали листоноші. Весь двір був огороджений високою стіною. Між флігелями, що з'єднувалися стіною, була металева брама і така ж хвіртка. Усі будівлі поштового двору, крім правого флігеля, переважно збереглися.
Серед численних мандрівників, які зупинялися в Ніжині, багато діячів культури, наприклад Д. Фонвізін, О. Пушкін, О. Грибоєдов, М. Гоголь, М. Глінка, О. Афанасьєв- Чужбинський, Т. Шевченка, Є. Гребінка, М. Лєсков.
1970 року на фасаді лівого флігеля встановлено меморіальну дошку українському художнику-баталісту Миколі Самокишу, який тут народився у родині листоноші, провів дитячі та юнацькі роки. Скульптор — С. Н. Кантур. Бронзовий барельєф.
У 1993 році в будинку було відкрито музей «Ніжинська поштова станція».

## Галерея

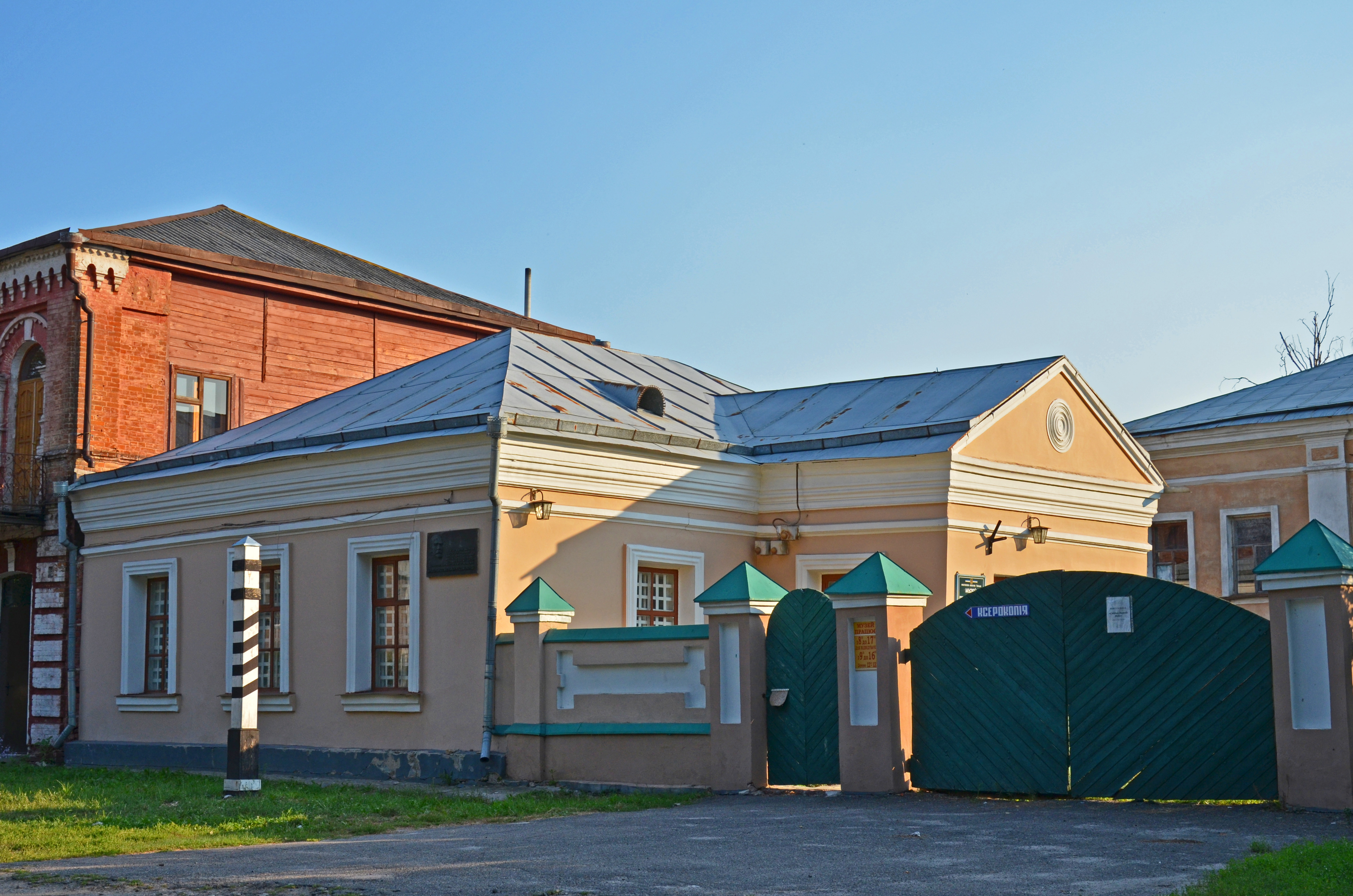
лівий флігель
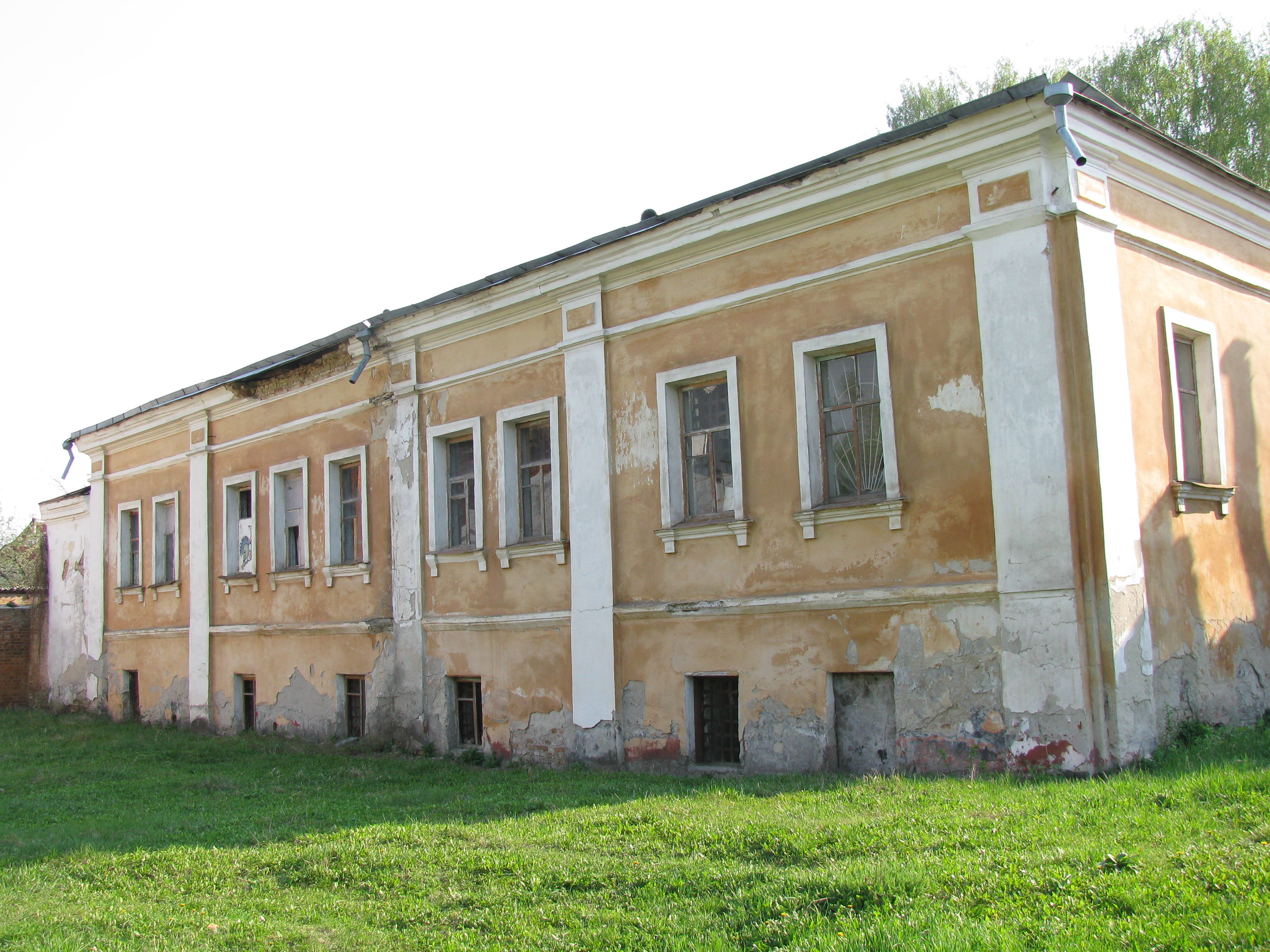
будинок у дворі
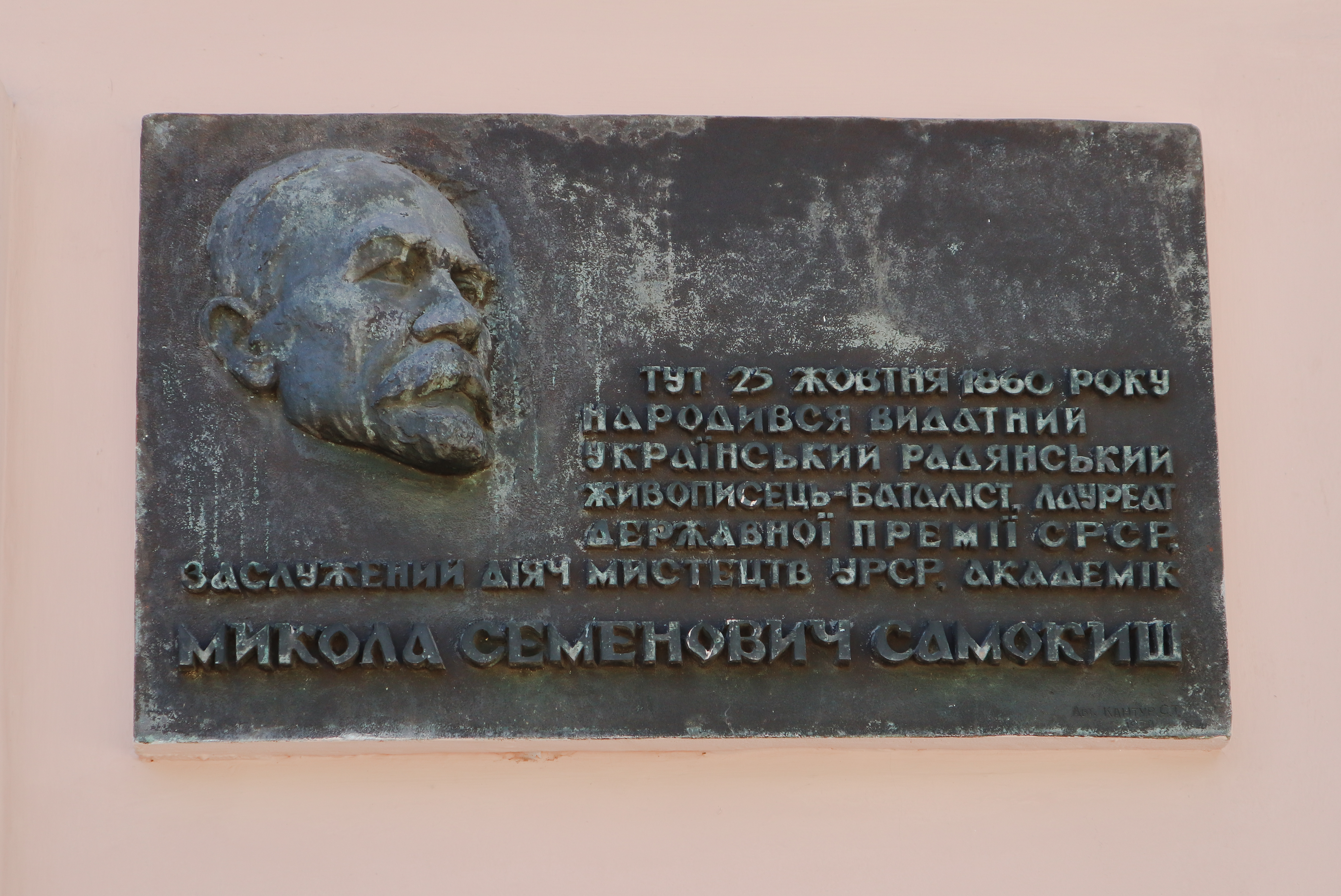
меморіальна дошка М. Самокішу
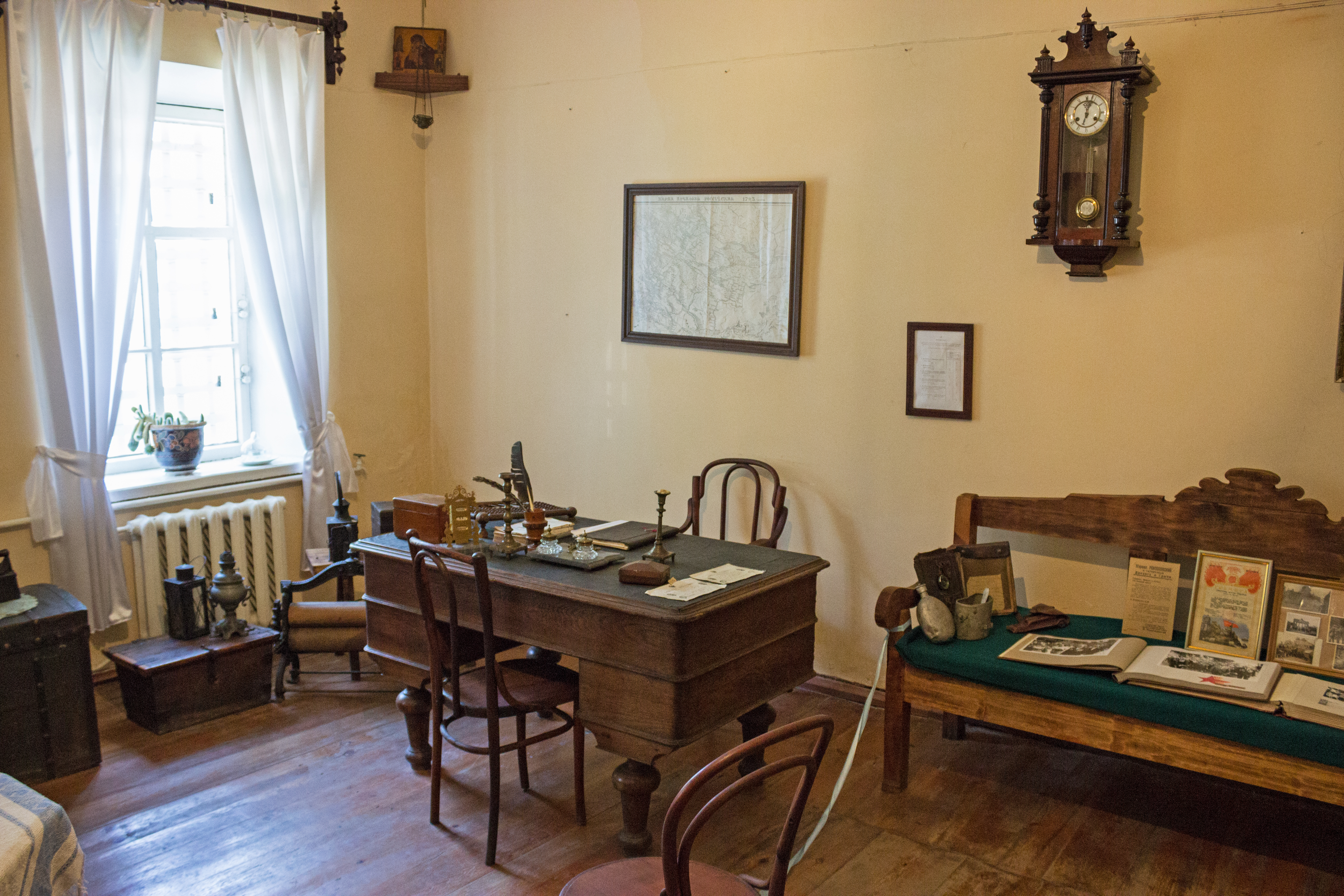
експозиція музею